# Kiril Borodachov
Kiril Víktorovich Borodachov (en ruso: Кирилл Викторович Бородачёв; Samara, 23 de marzo de 2000) es un deportista ruso que compite en esgrima, especialista en la modalidad de florete. Su hermano gemelo Anton compite en el mismo deporte.
Participó en los Juegos Olímpicos de Tokio 2020, obteniendo una medalla de plata en la prueba por equipos (junto con Timur Safin, Anton Borodachov y Vladislav Mylnikov).
Ganó una medalla de plata en el Campeonato Mundial de Esgrima de 2025 y una medalla de bronce en el Campeonato Europeo de Esgrima de 2025.

## Palmarés internacional
| Juegos Olímpicos   | Juegos Olímpicos | Juegos Olímpicos  | Juegos Olímpicos    |
| Año                | Lugar            | Medalla           | Prueba              |
| ------------------ | ---------------- | ----------------- | ------------------- |
| 2020               | Tokio (Japón)    | Medalla de plata  | Florete por equipos |
| Campeonato Mundial |                  |                   |                     |
| Año                | Lugar            | Medalla           | Prueba              |
| 2025               | Tiflis (Georgia) | Medalla de plata  | Florete individual  |
| Campeonato Europeo |                  |                   |                     |
| Año                | Lugar            | Medalla           | Prueba              |
| 2025               | Génova (Italia)  | Medalla de bronce | Florete por equipos |